# Bundesstraße 234
Pour les articles homonymes, voir Route 234.
La Bundesstraße 234 est une Bundesstraße du Land de Rhénanie-du-Nord-Westphalie.

## Itinéraire
La Bundesstrasse 234 commence à la jonction à Sprockhövel de la Bundesautobahn 43 et suit le tracé de l'ancienne Bundesstraße 51 via Sprockhövel-Haßlinghausen jusqu'à Gevelsberg-Silschede. Peu de temps après, la Landesstraße 527 bifurque sur la B 234 et la relie à la Bundesautobahn 1 via la jonction de Volmarstein. L'itinéraire continue vers Wetter-Volmarstein avec les quartiers de Grundschöttel et Oberwengern. À Oberwengern, la B 234 traverse la Ruhr et rejoint enfin dans Wetter (Ruhr) la Bundesstraße 226.

## Histoire
La Bundesstraße 234 conduit à l'origine depuis Unna par Aplerbeck, Herdecke, Hagen et Schwelm jusqu'à Barmen. De grandes parties de la B 234 sont déclassées en Landesstraße en raison de la proximité spatiale et de la trajectoire parallèle à l'A 1.
La B 234 remonte à une route construite entre 1788 et 1789, qui reliait directement les villes les plus importantes du comté de La Marck. La partie centrale entre Herdecke et Wetter (Ruhr) est construite vers 1820.

## Source
- (de) Cet article est partiellement ou en totalité issu de l’article de Wikipédia en allemand intitulé « Bundesstraße 234 » (voir la liste des auteurs).